# Domonique Williams
Dominique Williams  (* 8. August 1994 in San Juan) ist eine ehemalige Leichtathletin aus Trinidad und Tobago, die sich auf den Sprint spezialisiert hat.

## Sportliche Laufbahn
Erste internationale Erfahrungen sammele Dominique Williams im Jahr 2009, als sie bei den CARIFTA-Games in Vieux-Fort in 56,20 s den vierten Platz im 400-Meter-Lauf in der U17-Altersklasse belegte. Zudem gewann sie mit der trinidadisch-tobagischen 4-mal-400-Meter-Staffel in 3:50,61 min die Bronzemedaille. Im Jahr darauf gewann sie bei den CARIFTA-Games in George Town in 2:13,42 min die Silbermedaille im 800-Meter-Lauf und sicherte sich auch mit der Staffel in 3:46,61 min die Silbermedaille. Anschließend siegte sie in 2:13,09 min über 800 m bei den Zentralamerika- und Karibik-Jugendmeisterschaften in Santo Domingo und belegte in 57,44 s den fünften Platz über 400 m. Zudem gewann sie dort mit der Staffel in 3:55,22 min die Bronzemedaille. 2012 gelangte sie bei den CARIFTA-Games in Montego Bay mit 57,35 s auf den fünften Platz über 400 m in der U20-Altersklasse und wurde in 2:13,85 min Vierte über 800 m. Zudem gewann sie mit der Staffel in 3:39,88 min die Silbermedaille. Im Jahr darauf wurde sie dann bei den CARIFTA-Games in Hamilton in 2:24,08 min Achte über 800 m. 2013 belegte sie bei ihren letzten CARIFTA-Games in Nassau in 55,45 s den fünften Platz über 400 m und erreichte nach 2:10,36 min Rang vier über 800 m. Anfang Juli gelangte sie bei den Zentralamerika- und Karibik-Meisterschaften (CAC) in Morelia mit 2:17,45 min auf Rang zehn über 800 m und anschließend startete sie mit der 4-mal-400-Meter-Staffel bei den Weltmeisterschaften in Moskau und verpasste dort mit 3:33,50 min den Finaleinzug. Im Herbst begann sie ein Studium in den Vereinigten Staaten und bei den IAAF World Relays 2014 in Nassau schied sie mit der 4-mal-400-Meter-Staffel mit 3:30,91 min in der Vorrunde aus. Ende Juli erreichte sie bei den Commonwealth Games in Glasgow das Halbfinale über 400 und schied dort mit 54,63 s aus, während sie sich mit der Staffel in 3:33,50 min auf dem sechsten Platz klassierte.
2016 wurde sie im Finale über 400 m bei den U23-NACAC-Meisterschaften in San Salvador disqualifiziert und auch bei den IAAF World Relays 2017 auf den Bahamas wurde sie im Vorlauf der 4-mal-400-Meter-Staffel disqualifiziert. Zudem belegte sie in der Mixed-Staffel in 3:25,49 min den siebten Platz. Im August startete sie über 400 m bei den Weltmeisterschaften in London und schied dort mit 53,72 s in der ersten Runde aus. Im Jahr darauf bestritt sie in Birmingham, Alabama ihren letzten offiziellen Wettkampf und beendete daraufhin ihre aktive sportliche Karriere im Alter von 23 Jahren.
In den Jahren 2016 und 2017 wurde Williams trinidadisch tobagische Meisterin im 400-Meter-Lauf.

## Persönliche Bestzeiten
- 400 Meter: 51,90 s, 26. Mai 2017 in Lexington
  - 400 Meter (Halle): 53,04 s, 10. Februar 2017 in Clemson
- 800 Meter: 2:09,71 min, 23. Juni 2013 in Port-of-Spain